# Modulatrix stictigula
Il cantore golamacchiata, o più semplicemente golamacchiata (Modulatrix stictigula (Reichenow , 1906) è un uccello passeriforme della famiglia dei Modulatricidae, nell'ambito della quale rappresenta l'unica specie ascritta al genere Modulatrix Ripley, 1952.

## Etimologia
Il nome scientifico del genere, Modulatrix, deriva dal latino e significa "donna cantante", in riferimento alla voce melodiosa di questi uccelli: il nome della specie, stictigula, deriva dall'unione della parola greca στικτος (stiktos, "maculato") con quella latina gula, "gola", col significato di "gola macchiata", in riferimento alla livrea di questi uccelli.

Il nome comune di questi animali non è altro che la traduzione del nome scientifico.

## Descrizione

### Dimensioni
Misura 15–17 cm di lunghezza, per 28-45 g di peso.

### Aspetto
Si tratta di uccelli dall'aspetto robusto e massiccio, muniti di grossa testa arrotondata con becco sottile e conico, ali appuntite, coda squadrata e forti zampe allungate: nel complesso, questi animali ricordano molto dei tordi di piccoli dimensioni.
Il piumaggio è di un caldo colore bruno su testa, dorso, ali, fianchi, codione, sottocoda e coda, con presenza di una macchia circolare di colore bianco su ciascuna penna della gola, a dare un effetto maculato (al quale la specie deve sia il proprio nome comune che il nome scientifico): il petto ed il ventre sono di color bruno-mattone.
Il becco si presenta di colore nerastro, le zampe sono di color carnicino scuro, e gli occhi sono di colore bruno scuro, con cerchio peroculare glabro e di color grigio-nerastro.

## Biologia
Si tratta di uccelli, diurni, che vivono da soli o in coppie, passando la maggior parte del tempo al suolo o nei pressi di esso alla ricerca di cibo, dimostrandosi piuttosto silenziosi e timidi, pronti a nascondersi fra la vegetazione al minimo segnale di disturbo, rimanendo immobili fino a quando il pericolo non è cessato.
I richiami di questi uccelli sono fischianti e piuttosto melodiosi, inframezzando note più basse ad altre più alte ed acute: essi sembrano mostrare variabilità a livello locale.

### Alimentazione
Questi animali presentano dieta prettamente insettivora, nutrendosi di insetti e di altri piccoli invertebrati che vengono reperiti frugando al suolo o fra i detriti col becco: di tanto in tanto, il cantore golamacchiata si siba anche di bacche e frutta.

### Riproduzione
Si tratta di uccelli monogami che si riproducono fra ottobre e marzo, privilegiando per farlo i mesi fra novembre e dicembre nel nord dell'areale e fra febbraio e marzo nella sua porzione meridionale.
Il nido a coppa viene costruito dalla femmina nel folto della vegetazione cespugliosa o fra i bassi rami degli alberi: anche la cova è appannaggio esclusivo della femmina (col maschio che staziona nei pressi del nido, scacciando eventuali intrusi che osassero avventurarsi nel territorio di cova e premurandosi di reperire il cibo per sé e per la compagna), mentre l'allevamento della prole è a carico di ambedue i partner.

## Distribuzione e habitat
La specie è endemica della Tanzania, della quale occupa i Monti dell'Arco Orientale, dai Usambara alle sponde settentrionali del Lago Malawi: verosimilmente, la specie è presente anche nell'estremità nord-orientale del Malawi.
L'habitat di questi uccelli è rappresentato dalla foresta pluviale afromontana, primaria e secondaria, e dalle aree umide a copertura cespugliosa.

## Tassonomia
Se ne riconoscono due sottospecie:
- Modulatrix stictigula stictigula (Reichenow , 1906 - la sottospecie nominale, diffusa nella porzione settentrionale dell'areale occupato dalla specie;
- Modulatrix stictigula pressa (Bangs & Loveridge, 1931) - diffusa nella porzione centrale e meridionale dell'areale occupato dalla specie;

Alcuni autori non riconoscerebbero la sottospecie pressa, in quanto le caratteristiche utilizzate come chiave tassonomica per la differenziazione dalla nominale non compaiono in gran parte degli esemplari.